# Vedran Zrnić
Vedran Zrnić (Zagreb, 26 de septiembre de 1979) es un exjugador de balonmano croata que jugaba de extremo derecho. Su último equipo fue el RK Nexe Našice. Fue un componente de la selección de balonmano de Croacia.
Con la selección ha ganado la medalla de oro en los Juegos Olímpicos de Atenas 2004 y en el Campeonato Mundial de Balonmano Masculino de 2003. También ha logrado la medalla de plata en el Campeonato Mundial de Balonmano Masculino de 2005, en el Campeonato Mundial de Balonmano Masculino de 2009 y en el Campeonato Europeo de Balonmano Masculino de 2010.

## Clubes
- RK Zagreb (1997-2001)
- Prule 67 Liubliana (2001-2004)
- Gorenje Velenje (2004-2006)
- VfL Gummersbach (2006-2013)
- Orlen Wisła Płock (2013-2014)
- Beşiktaş (2014-2015)
- RK Nexe Našice (2015-2019)

## Palmarés

### RK Zagreb
- Liga de Croacia de balonmano (5): 1997, 1998, 1999, 2000, 2001
- Copa de Croacia de balonmano (4): 1997, 1998, 1999, 2000

### Prule 67 Liubliana
- Liga de balonmano de Eslovenia (1): 2002
- Copa de Eslovenia de balonmano (1): 2002

### VfL Gummersbach
- Copa EHF (1): 2009

### Besiktas
- Liga de Turquía de balonmano (1): 2015
- Copa de Turquía de balonmano (1): 2015